# Parias sumatranus
Parias sumatranus är en ormart som beskrevs av Raffles 1822. Parias sumatranus ingår i släktet Parias och familjen huggormar. IUCN kategoriserar arten globalt som livskraftig. Inga underarter finns listade i Catalogue of Life. The Reptile Database listar arten i släktet Trimeresurus.
Denna huggorm förekommer på södra Malackahalvön, på Borneo, på Sumatra och på flera mindre öar i regionen. Den vistas i kulliga områden och i bergstrakter mellan 200 och 1200 meter över havet. Arten lever i fuktiga skogar och den besöker odlingsmark. Individerna är aktiva på natten. De har grodor, ödlor och små däggdjur som föda.